# Paskal (programski jezik)
Prográmski jêzik paskal [paskál] je eden od mejnikov pri programskih jezikih, s katerim so generacije študentov brusile svoje znanje programiranja, v uporabi je ponekod še danes. V paskalu sta napisana TeX in večji del izvirnega Macintoshovega operacijskega sistema.
Švicarski računalnikar Niklaus Wirth je razvil paskal leta 1970, najprej kot domnevni jezik za pisanje strukturiranih programov.
Paskal temelji na Algolu, ime pa je dobil po francoskem matematiku, filozofu in fiziku Blaiseu Pascalu. Wirth je razvil tudi programska jezika modula in oberon, ki sta podobna paskalu in podpirata objektno usmerjeno programiranje.
Prvotni prevajalnik za paskal je bil tudi sam napisan v paskalu.

## Osnovna skladnja
Skladnjo jezika pogosto ponazorimo s programčkom PozdravljenSvet.
```
program
 
PozdravljenSvet
(
output
)
;

begin

  
writeln
(
'Pozdravljen svet!'
)
;

end
.

```

Programi se začnejo s ključno besedo program, sledi blok programske kode med ključnima besedama begin / end. Velikost črk v paskalu ni pomembna, tako so obsegkroga, Obsegkroga in ObsegKroga iste spremenljivke. Podpičje ; ločuje stavke, pika . pa končuje program ali enote.
V izvirni obliki je paskal proceduralni jezik z značilnimi ukazi if, while, for in podobno. Skupaj z drugimi jeziki je uvedel naštevne tipe, množice, zapise z različicami in stavek case.

## Osnovne značilnosti jezika

### Paskal in C
Paskal so razvili približno istočasno kot programski jezik C, med njima je kar nekaj podobnosti. Ena izmed razlik, ki je med pristaši obeh jezikov razvnemala svete vojne o prednosti enega ali drugega jezika, je paskalov znak za prireditveni stavek :=, C uporablja samo =; po drugi strani pa je enačaj = v paskalu uporabljen za preverjanje enakosti, v C-ju pa je to ==. Tvorci C-ja to utemeljujejo s tem, da je prirejanj v programih veliko več kot preverjanj enakosti in naj bi bil znak za prirejanje tudi krajši. Privrženci paskala pa se branijo s tem, da slučajna nepravilna raba prirejanja lahko naredi več škode kot preverjanje enakosti, kar je tudi res, ker se v C-ju brez problema vrine prirejanje v stavek if.
Ta razprava odslikuje razlike v filozofiji pri tvorbi obeh jezikov. Paskal so naredili delno tudi kot poučevalski jezik. Konstruktom, ki so vodili do napak, so se skrbno izognili. Poleg tega so vložili veliko truda v skladnjo, da bi bila enostavna za razumevanje. Tvorci C-ja pa so se bolj posvetili zgoščenosti.

## Izvedbe
Za osebne računalnike je bil v okolju MS-DOS najbolj znan Borlandov Turbo Pascal, v okolju Windows pa okolje Delphi, ki za osnovo jezika uporablja paskal.

## Javno dostopni prevajaniki
- FreePascal FreePascal
- Dev-Pascal
- Turbo Pascal 5.5 Arhivirano 2014-10-25 na Wayback Machine.
- GNU Pascal
- Delphi Arhivirano 1997-06-05 na Wayback Machine.
- Kylix - Delphi za Linux Arhivirano 2005-06-04 na Wayback Machine.
- Lazarus